# Heisteria media
Heisteria media là một loài thực vật có hoa trong họ Olacaceae. Loài này được S.F. Blake mô tả khoa học đầu tiên năm 1922.